# Screen Actors Guild Awards 2010

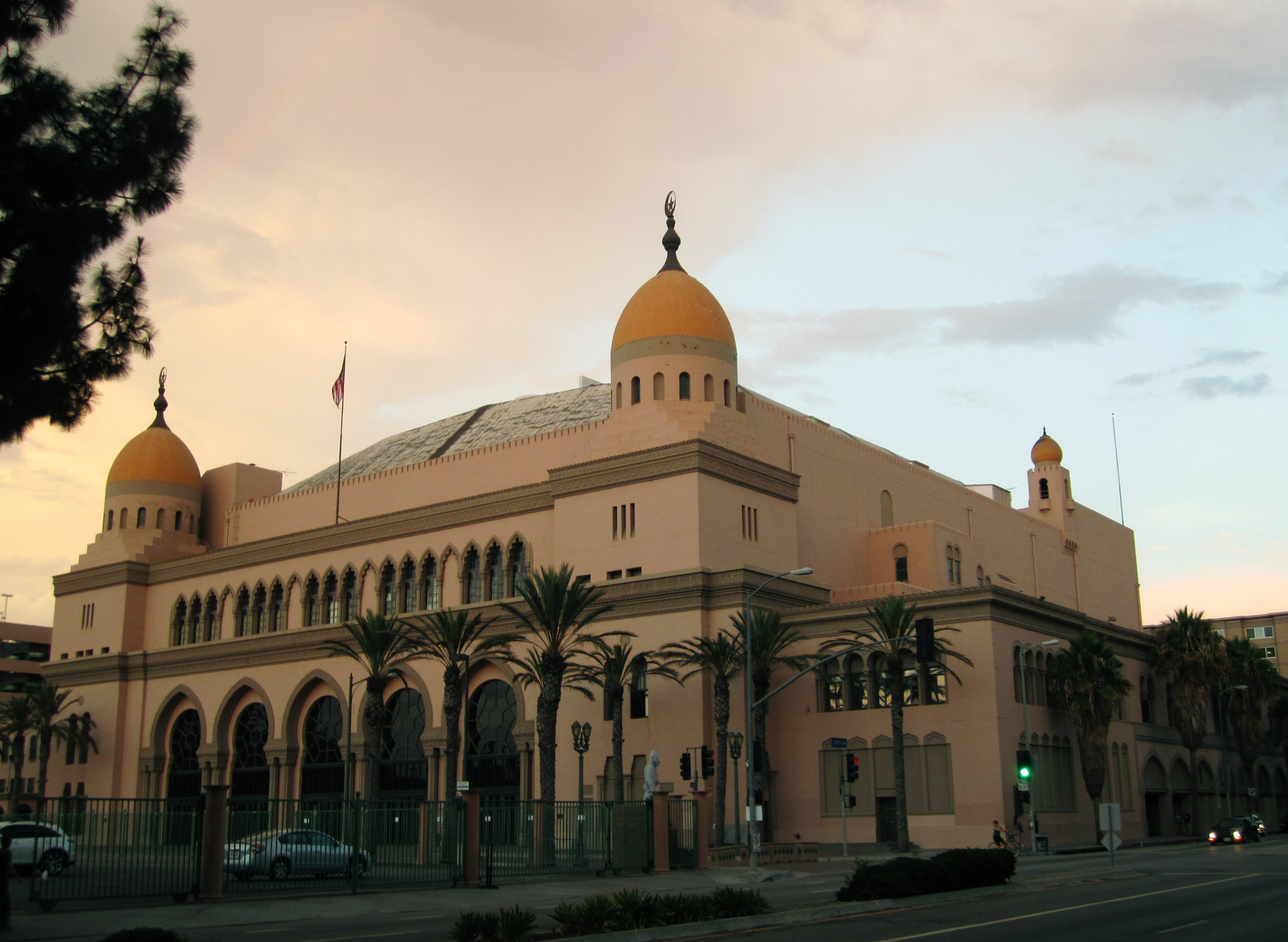
Das Shrine Exposition Center, Veranstaltungsort der Screen Actors Guild Awards 2010

Die 16. Verleihung der US-amerikanischen Screen Actors Guild Awards (englisch 16th Screen Actors Guild Awards), die die Screen Actors Guild jedes Jahr in den Bereichen Film (6 Kategorien) und Fernsehen (9 Kategorien) vergibt, fand am 23. Januar 2010 im Shrine Exposition Center in Los Angeles statt. Die so genannten SAG Awards ehren, im Gegensatz beispielsweise zum Golden Globe Award, nur Film-, Fernseh- und Ensembleschauspieler und gelten als Gradmesser für die bevorstehende Oscar-Verleihung. Gekürt werden die Sieger von den Mitgliedern der Screen Actors Guild, der man angehören muss, um in den Vereinigten Staaten als Schauspieler zu arbeiten.
Die Nominierten waren am 17. Dezember 2009 im Silver Screen Theater des Pacific Design Centers in West Hollywood von den Schauspielern Michelle Monaghan und Chris O’Donnell bekanntgegeben worden. In den Vereinigten Staaten wurde die Verleihung live von den Kabelsendern TNT und TBS gezeigt.
Für ihr Lebenswerk wurde die US-amerikanische Schauspielerin Betty White gewürdigt.

## Gewinner und Nominierte im Bereich Film
| Film                                 | N | A |
| ------------------------------------ | - | - |
| Inglourious Basterds                 | 3 | 2 |
| Precious – Das Leben ist kostbar     | 3 | 1 |
| Up in the Air                        | 3 | 0 |
| An Education                         | 2 | 0 |
| Ein russischer Sommer                | 2 | 0 |
| Invictus – Unbezwungen               | 2 | 0 |
| Nine                                 | 2 | 0 |
| Tödliches Kommando – The Hurt Locker | 2 | 0 |

### Bester Hauptdarsteller
Jeff Bridges – Crazy Heart
George Clooney – Up in the Air
Colin Firth – A Single Man
Morgan Freeman – Invictus – Unbezwungen (Invictus)
Jeremy Renner – Tödliches Kommando – The Hurt Locker (The Hurt Locker)

### Beste Hauptdarstellerin
Sandra Bullock – Blind Side – Die große Chance (The Blind Side)
Helen Mirren – Ein russischer Sommer (The Last Station)
Carey Mulligan – An Education
Gabourey Sidibe – Precious – Das Leben ist kostbar (Precious: Based on the Novel “Push” by Sapphire)
Meryl Streep – Julie & Julia

### Bester Nebendarsteller
Christoph Waltz – Inglourious Basterds
Matt Damon – Invictus – Unbezwungen (Invictus)
Woody Harrelson – The Messenger – Die letzte Nachricht (The Messenger)
Christopher Plummer – Ein russischer Sommer (The Last Station)
Stanley Tucci – In meinem Himmel (The Lovely Bones)

### Beste Nebendarstellerin
Mo’Nique – Precious – Das Leben ist kostbar (Precious: Based on the Novel “Push” by Sapphire)
Penélope Cruz – Nine
Vera Farmiga – Up in the Air
Anna Kendrick – Up in the Air
Diane Kruger – Inglourious Basterds

### Bestes Schauspielensemble
Inglourious Basterds

Daniel Brühl, August Diehl, Julie Dreyfus, Michael Fassbender, Sylvester Groth, Jacky Ido, Diane Kruger, Mélanie Laurent, Denis Ménochet, Mike Myers, Brad Pitt, Eli Roth, Til Schweiger, Rod Taylor, Christoph Waltz und Martin Wuttke
An Education
Dominic Cooper, Alfred Molina, Carey Mulligan, Rosamund Pike, Peter Sarsgaard, Emma Thompson und Olivia Williams
Tödliches Kommando – The Hurt Locker (The Hurt Locker)
Christian Camargo, Brian Geraghty, Evangeline Lilly, Anthony Mackie und Jeremy Renner
Nine
Marion Cotillard, Penélope Cruz, Daniel Day-Lewis, Judi Dench, Fergie, Kate Hudson, Nicole Kidman und Sophia Loren
Precious – Das Leben ist kostbar (Precious: Based on the Novel “Push” by Sapphire)
Mariah Carey, Lenny Kravitz, Mo’Nique, Paula Patton, Sherri Shepherd und Gabourey Sidibe

### Bestes Stuntensemble
Star Trek
Public Enemies
Transformers – Die Rache (Transformers: Revenge of the Fallen)

## Gewinner und Nominierte im Bereich Fernsehen
| Serie/Film                                | N | A |
| ----------------------------------------- | - | - |
| 30 Rock                                   | 3 | 2 |
| Dexter                                    | 3 | 1 |
| The Closer                                | 3 | 0 |
| Die exzentrischen Cousinen der First Lady | 2 | 1 |
| Good Wife                                 | 2 | 1 |
| Mad Men                                   | 2 | 1 |
| Georgia O’Keeffe                          | 2 | 0 |
| Lass es, Larry!                           | 2 | 0 |
| The Office                                | 2 | 0 |

### Bester Darsteller in einem Fernsehfilm oder Miniserie
Kevin Bacon – Taking Chance
Cuba Gooding junior – Begnadete Hände – Die Ben Carson Story (Gifted Hands: The Ben Carson Story)
Jeremy Irons – Georgia O’Keeffe
Kevin Kline – Cyrano de Bergerac
Tom Wilkinson – A Number

### Beste Darstellerin in einem Fernsehfilm oder Miniserie
Drew Barrymore – Die exzentrischen Cousinen der First Lady (Grey Gardens)
Joan Allen – Georgia O’Keeffe
Ruby Dee – America
Jessica Lange – Die exzentrischen Cousinen der First Lady (Grey Gardens)
Sigourney Weaver – Prayers for Bobby

### Bester Darsteller in einer Dramaserie
Michael C. Hall – Dexter
Simon Baker – The Mentalist
Bryan Cranston – Breaking Bad
Jon Hamm – Mad Men
Hugh Laurie – Dr. House (House)

### Beste Darstellerin in einer Dramaserie
Julianna Margulies – Good Wife (The Good Wife)
Patricia Arquette – Medium – Nichts bleibt verborgen (Medium)
Glenn Close – Damages – Im Netz der Macht (Damages)
Mariska Hargitay – Law & Order: Special Victims Unit
Holly Hunter – Saving Grace
Kyra Sedgwick – The Closer

### Bester Darsteller in einer Comedyserie
Alec Baldwin – 30 Rock
Steve Carell – The Office
Larry David – Lass es, Larry! (Curb Your Enthusiasm)
Tony Shalhoub – Monk
Charlie Sheen – Two and a Half Men

### Beste Darstellerin in einer Comedyserie
Tina Fey – 30 Rock
Christina Applegate – Samantha Who?
Toni Collette – Taras Welten (United States of Tara)
Edie Falco – Nurse Jackie
Julia Louis-Dreyfus – The New Adventures of Old Christine

### Bestes Schauspielensemble in einer Dramaserie
Mad Men

Alexa Alemanni, Bryan Batt, Jared S. Gilmore, Michael Gladis, Jon Hamm, Jared Harris, Christina Hendricks, January Jones, Vincent Kartheiser, Robert Morse, Elisabeth Moss, Kiernan Shipka, John Slattery, Rich Sommer, Christopher Stanley und Aaron Staton
The Closer
G. W. Bailey, Michael Paul Chan, Raymond Cruz, Tony Denison, Robert Gossett, Phillip P. Keene, Corey Reynolds, Kyra Sedgwick, J. K. Simmons und Jon Tenney
Dexter
Preston Bailey, Julie Benz, Jennifer Carpenter, Brando Eaton, Courtney Ford, Michael C. Hall, Desmond Harrington, C. S. Lee, John Lithgow, Rick Peters, James Remar, Christina Robinson, Lauren Vélez und David Zayas
Good Wife (The Good Wife)
Christine Baranski, Josh Charles, Matt Czuchry, Julianna Margulies, Archie Panjabi, Graham Phillips und Makenzie Vega
True Blood
Chris Bauer, Mehcad Brooks, Anna Camp, Nelsan Ellis, Michelle Forbes, Mariana Klaveno, Ryan Kwanten, Todd Lowe, Michael McMillian, Stephen Moyer, Anna Paquin, Jim Parrack, Carrie Preston, William Sanderson, Alexander Skarsgård, Sam Trammell, Rutina Wesley und Deborah Ann Woll

### Bestes Schauspielensemble in einer Comedyserie
Glee

Dianna Agron, Chris Colfer, Patrick Gallagher, Jessalyn Gilsig, Jane Lynch, Jayma Mays, Kevin McHale, Lea Michele, Cory Monteith, Heather Morris, Matthew Morrison, Amber Riley, Naya Rivera, Mark Salling, Harry Shum junior, Josh Sussman, Dijon Talton, Iqbal Theba und Jenna Ushkowitz
30 Rock
Scott Adsit, Alec Baldwin, Katrina Bowden, Kevin Brown, Grizz Chapman, Tina Fey, Judah Friedlander, Jane Krakowski, John Lutz, Jack McBrayer, Tracy Morgan und Keith Powell
Lass es, Larry! (Curb Your Enthusiasm)
Larry David, Susie Essman, Jeff Garlin und Cheryl Hines
Modern Family
Julie Bowen, Ty Burrell, Jesse Tyler Ferguson, Nolan Gould, Sarah Hyland, Ed O’Neill, Rico Rodriguez, Eric Stonestreet, Sofía Vergara und Ariel Winter
The Office
Leslie David Baker, Brian Baumgartner, Creed Bratton, Steve Carell, Jenna Fischer, Kate Flannery, Ed Helms, Mindy Kaling, Ellie Kemper, Angela Kinsey, John Krasinski, Paul Lieberstein, B. J. Novak, Oscar Nuñez, Craig Robinson, Phyllis Smith und Rainn Wilson

### Bestes Stuntensemble
24
The Closer
Dexter
Heroes
The Unit – Eine Frage der Ehre (The Unit)

## Preis für das Lebenswerk
Betty White